# Cammy Logan
Cameron „Cammy“ Logan (* 28. Januar 2002 in Edinburgh) ist ein schottischer Fußballspieler, der bei Partick Thistle unter Vertrag steht.

## Karriere

### Verein
Cammy Logan begann seine Karriere in Edinburgh beim FC Spartans. Innerhalb der schottischen Hauptstadt wechselte er später zu Heart of Midlothian. Am letzten Spieltag der Scottish Premiership-Saison 2017/18 gab er für die „Hearts“ sein Debüt in der ersten Mannschaft gegen den FC Kilmarnock. Bei der 0:1-Auswärtsniederlage wurde der 16-jährige Logan von Trainer Craig Levein in die Startelf berufen. Er war neben Chris Hamilton, Leeroy Makovora und Connor Smith einer von vier Debütanten bei den „Hearts“. Nach Leihstationen zu den Cove Rangers, Edinburgh City, Kelty Hearts und Queen of the South verließ er den Verein im Sommer 2023.

### Nationalmannschaft
Cammy Logan spielte im Jahr 2017 dreimal in der schottischen U16-Mannschaft. Zwischen 2018 und 2019 absolvierte er zehn Spiele in der U17-Altersklasse. Im Jahr 2019 debütierte er unter Billy Stark in der U18 von Schottland.